# Alvaro Bari
Alvaro Giordano Bruno Bari detto Giordano e Cristallo (Venezia, 8 agosto 1917 – Cesana, 5 agosto 1944) è stato un aviatore e partigiano italiano.

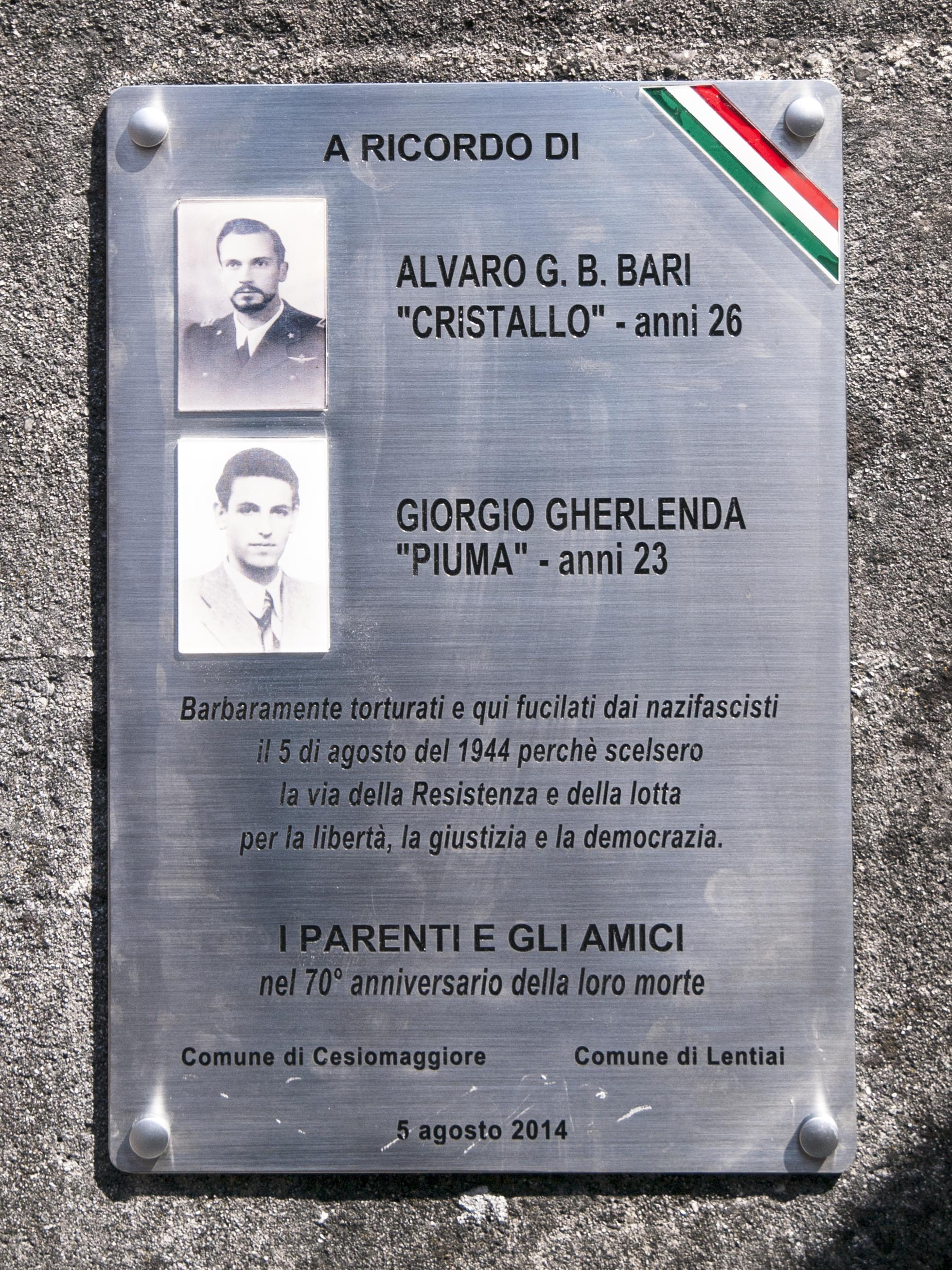
Targa ricordo di Alvaro Bari e Giorgio Gherlenda sul Ponte sul Piave Cesana-Busche (Belluno)

Tenente pilota del 47 Stormo bombardieri di Forlì. Dopo l'8 settembre 1943 partecipò alla lotta di liberazione nazionale nel Feltrino.Fu uno dei non molti ufficiali della Regia Aeronautica che aderirono alla Resistenza e uno dei primi partigiani, assieme a Giorgio Gherlenda, uccisi dai nazifascisti nel Feltrino. 

## Biografia
Dopo aver frequentato le scuole a Venezia completò gli studi di ragioneria nel 1938 presso lo storico Istituto Commerciale Colotti di Feltre. Nello stesso anno vinse il bando di arruolamento e iniziò a frequentare il corso allievi piloti presso la Regia Accademia Aeronautica di Caserta. Negli anni successivi mantenne il rapporto con Feltre. Nel 1942 si fidanzò con una figlia di una storica famiglia della città. Come tenente pilota in spe degli aerei bombardieri Savoia-Marchetti S.M.79 combatté nello scacchiere del Mar Mediterraneo fino all'8 settembre 1943. Abbandonato l'aeroporto di Ghedi si trasferì direttamente a Feltre dove, il 15 settembre, richiese e ottenne la residenza anagrafica. Fin dal novembre successivo partecipò alle attività della Resistenza feltrina nella Brigata Feltre. Era una formazione partigiana organizzata, tra la fine del 1943 al giugno 1944, dal tenente colonnello degli alpini Angelo Giuseppe Zancanaro. Dopo l'uccisione dello stesso nella tragica notte di Santa Marina (18-19 giugno 1944) Alvaro operò con la Brigata Garibaldi "Antonio Gramsci" (Feltre) nella zona di Croce d'Aune, frazione di Sovramonte, come comandante della compagnia Fratelli Cairoli.

## Primiero 4 agosto 1944
Il 4 agosto 1944 fu inviato in missione a Fiera di Primiero con Giorgio Gherlenda e Gastone Velo. 
La zona di Primiero era sotto lo stretto controllo della gendarmeria nazista comandata dal sottoufficiale Hans Vollach e dal CST Corpo di sicurezza trentino. 
Mentre al mattino Bari e Velo incontrarono i cinque patrioti di Primiero soci fondatori del locale CLN (Antonio Simion, “Mari” (democristiano) , Giovanni Cemin, “Giulio” (comunista), Augusto Toffol, “Tirolo” (Partito d'Azione), Michele Gadenz “Petronio (Partito Democratico del Lavoro), Giovanni Volcan “Lorenzo” (socialista) , Giorgio Gherlenda si organizzò, noleggiando a Imer una Balilla per andare a San Martino di Castrozza a liberare la moglie (una nobile) di un alto ufficiale tedesco agli arresti sembra perché coinvolto nell'attentato a Hitler del 20 luglio 1944.
Ci fu un contrattempo e la seconda missione non si realizzò. Il pomeriggio fu drammatico per i tre giovani partigiani garibaldini perché tre abitanti di Fiera di Primiero (due studenti universitari e un professore, già gerarca fascista) li denunciarono alla gendarmeria nazista.
Furono portati a Feltre presso la Caserma Zannettelli (già sede del 7º Reggimento alpini) occupata dai nazi fascisti i quali, agli ordini del maresciallo delle SS Willy Niedermayer  , li torturarono per carpire i nomi dei componenti del CLN di Fiera di Primiero e il motivo del noleggio dell'auto. I tre non cedettero alle sevizie e salvarono così la vita ai cinque patrioti di Primiero e non pregiudicarono l'organizzazione della Brigata partigiana.
Verso mezzanotte Gastone Velo riuscì ad evadere dalla prigione. Niedermayer ordinò l'immediato trasferimento di Alvaro Bari e di Giorgio Gherlenda sul ponte sul Piave tra Busche di Cesiomaggiore e Cesana di Borgo Valbelluna dove furono trucidati all'alba del 5 agosto 1944 e gettati per disprezzo nelle acque del Piave.
I loro due corpi furono recuperati alla distanza di alcuni chilometri da alcuni ragazzi di Cesana. I loro amici partigiani li fotografarono dopo il ritrovamento prima che fossero sepolti provvisoriamente, come sconosciuti, nel cimitero di Lentiai.

## Le SAP "Alvaro Bari" a Bolzano
Dopo l'assedio delle Vette Feltrine e della città di Feltre alcuni partigiani dipendenti dallo stabilimento Lancia di Cismon del Grappa si trasferirono allo stabilimento Lancia della zona industriale di Bolzano. I partigiani organizzarono un raggruppamento delle Squadre d'Azione SAP che intitolarono ad Alvaro Bari.

## La mancata giustizia
Nell'autunno 1945 la salma di Alvaro Bari fu trasferita presso il cimitero di Venezia di San Michele dove fu sepolto, per disposizione del primo sindaco antifascista Giovanni Ponti, in una zona perpetua. 
Giovanni Cemin, unico tra i cinque patrioti di Primiero che furono risparmiati dal generoso eroismo dei tre partigiani, nel luglio 1945 denunciò alla CAS Corte di Assise Straordinaria di Trento i tre delatori di Primiero. Fu merito della sua denuncia e della successiva e costante azione dei familiari delle vittime se si arrivò al processo contro il criminale di guerra Niedermayer e alla sua condanna all'ergastolo nel 1962. Una condanna mai scontata perché il criminale nazista scappò da un campo di prigionia Angloamericano dopo pochi mesi dal suo arresto per rifugiarsi in Sudamerica.